# Johannes VIII Palaiologos
Johannes VIII Palaiologos, Grieks: Ιωάννης Παλαιολόγος, Iōannēs VIII Palaiologos (Constantinopel, 16 december 1392 – aldaar, 31 oktober 1448) was Byzantijns keizer van 1425 tot 1448.
Hij was een zoon van Manuel II en Helene Dragas en medekeizer sinds 1421. Hij had met twee onoplosbare problemen te kampen: enerzijds de Turkse expansie, anderzijds de hereniging met de westerse kerk van Rome. De Turken bleken onstuitbaar in Thessaloniki (1430) waar zijn broer Andronikos gouverneur was, en Morea (1444/1448). De pogingen tot toenadering met Rome, de prijs voor de ontoereikende westerse hulp, liepen in 1439 op het Concilie van Florence uit op een theoretische verzoening. Een belangrijke rol werd daarbij gespeeld door de orthodoxe aartsbisschoppen Bessarion (van Nicea) en Isidorus (van Kiëv-Moskou). In het Byzantijnse Rijk zelf werd de verzoening echter totaal genegeerd. Het "Rijk" was overigens onder Turkse druk reeds gereduceerd tot de hoofdstad en haar onmiddellijke omgeving, terwijl de overige Byzantijnse bezittingen, vooral Morea, zelfstandig werden bestuurd door de broers van de keizer, die de titel "despoot van Mystras" aannamen.

## Huwelijken
Johannes huwde drie keer. Het eerste huwelijk was in 1414, met Anna van Moskou, dochter van Vasili I van Moskou (1389–1425) en Sophia van Litouwen. Ze overleed in augustus 1417 aan de pest.
Het tweede huwelijk, met Sophia van Montferrato in 1421, werd geregeld door zijn vader Manuel II Palaiologos en Paus Martinus V. Zijn vrouw was een dochter van Theodoor II van Monferrato en zijn tweede vrouw Johanna van Bar. Deze was een dochter van Robrecht I van Bar en Maria Valois. Haar grootouders waren Jan II van Frankrijk en Bonne van Luxemburg.
Zijn derde huwelijk, met Maria van Trebizond in 1427, werd geregeld door Basilios Bessarion, die later kardinaal zou worden. Ze was een dochter van Alexios IV van Trebizond en Theodora Kantakouzene. Ze overleed in de winter van 1439, ook door de heersende pest. De drie huwelijken van Johannes bleven kinderloos, zodat zijn broer Constantijn XI hem opvolgde.